# IC 2526
IC 2526 је спирална галаксија у сазвјежђу Шмрк (Пумпа) која се налази на листи објеката дубоког неба у Индекс каталогу.
Деклинација објекта је - 32° 15' 25" а ректасцензија 9h 57m 2,9s. Привидна величина (магнитуда) објекта IC 2526 износи 12,6 а фотографска магнитуда 13,6. IC 2526 је још познат и под ознакама ESO 435-12, MCG -5-24-8, PGC 28732.